# Čitalnica
Čitalnica je večji prostor v knjižnici, namenjen branju knjig, periodičnega tiska ali drugega gradiva. V drugi polovici 19. stoletja je čitalnica na Slovenskem pomenila narodnokulturno društvo oziroma klub (krožek) za pospeševanje literarnega branja.

## Zgodovina čitalnic
Čitalniško gibanje se je na Slovenskem pričelo z letom 1861 v Trstu. V čitalnicah se je odvijalo kulturno – politično, narodno in družabno življenje. Začetki in zametki čitalnic so bila bralna društva.
Za ustanavljanje čitalnic na Slovenskem je bilo najpomembnejše obdobje v letih od 1860 do 1870. Ustanavljali so jih tudi kasneje, vendar so takrat nanje vplivali politični boji in nesoglasja med Slovenci, kar pa je slabo vplivalo na prvotne naloge čitalnic. Na Slovenskem so čitalnice sicer nastajale zlasti v mestih, trgih in manjših upravnih središčih. V njih se je zbiralo domače meščanstvo in narodno zavedna inteligenca. Kasneje so jih začeli ustanavljati tudi v manjših krogih, poleg podeželskih vplivnežev so se vanje začeli vključevati tudi kmetje. To je bilo v največji meri opaziti na primorskem podeželju.
V obdobju do leta 1864 je bilo ustanovljenih 14 čitalnic. V dveh letih se je število povečalo na 61, za kar sta bili odgovorni decembrska ustava iz leta 1867 in uvedba dualizma. Vsega skupaj je delovalo 69 čitalnic: 12 na Kranjskem, 26 na Goriškem, 12 na Tržaškem, 13 na Štajerskem, dve v slovenski Istri, dve na Koroškem in dve na Hrvaškem.
V drugem obdobju (1871–1880) se število čitalnic ni spremenilo na Kranjskem in na Primorskem. To sta bili še zmeraj področji, kjer je število čitalnic prednjačilo pred ostalimi deli slovenskega ozemlja. Čitalnice so se pojavile tudi v krajih, ki so bili v bližini večjih mest: 12 jih je bilo na Kranjskem, 12 na Primorskem, 8 na Notranjskem. Območje, kjer niso ustanovili nobene čitalnice, je bilo na vzhodu Slovenije z izjemo Lendave, kjer je bila ustanovljena 1 čitalnica.
V obdobju v letih 1881–1890 je bilo največ čitalnic ustanovljenih na Kranjskem (12), enako na Primorskem (12), sledijo jim Notranjska (7), Dolenjska (5) in Bela krajina (2).
Vzhodna Slovenija (1) je dobila čitalnico v Ormožu.
Obdobje v letih 1891–1899 je bilo zelo pestro na področju nastajanja novih čitalnic in bralnih društev. V tem obdobju se je pojavil viden napredek v vzhodnem delu Slovenije: na Štajerskem in v Zasavju. Čitalnice so še vedno nastajale tudi na Kranjskem, Primorskem, Dolenjskem, Beli krajini in Koroškem.

## Naloga in namen čitalnic
Temeljni namen čitalnic je bil podoben namenu bralnih društev – oblikovati in razviti slovensko besedo in petje ter prebujenje narodne zavesti Slovencev. Čitalnice so odigrale pomembno vlogo tudi na področju razvoja slovenskega jezika. To je bil privlačen in zanimiv cilj tako za inteligenco, kot tudi za nižje plasti slovenskega naroda. Čitalnice so bile v tistem obdobju zelo pomembne za izobraževanje odraslih. To je bil prostor, kamor so ljudje hodili, da bi se družili, ob tem pa so se tudi učili. Zanimanje za čitalnice so ustvarjali s čim bolj razgibanim društvenim delovanjem, s poudarkom na kulturnem in družbenem življenju ter narodno-političnem prebujanju.

## Čitalniške prireditve in programi
Čitalnica je bila prostor, kjer so se ljudje zbirali, izmenjevali svoja mnenja, se pogovarjali o znanstvenih, zgodovinskih, jezikoslovnih in drugih narodnih stvareh. Občasno so tudi peli in igrali. Prireditev, ki so jih organizirale čitalnice, so se
lahko udeležili le njeni člani. Največji dogodek je bil odprtje nove čitalnice. Čitalnica je bila deljena na dva prostora, večjega in manjšega. Večji prostor so uporabljali kot dvorano za družabne prireditve, v manjšem prostoru pa so bili
spravljeni časopisi, revije in knjige, zato so ta prostor imenovali »bralnica«. Praznovanja, ki
so jih imenovali »bésede«, so prirejali ob praznovanju državnih praznikov, ob obletnicah
smrti ali rojstev različnih slovenskih kulturnih mož, ob ustanovitvi čitalnic in njenih kasnejših obletnicah, ob praznovanju novega leta, pusta, martinovanju in v dobrodelne namene. Na teh društvenih prireditvah s poučnim in zabavnim programom se je težilo k uprizarjanju izvirnih dramskih del, dejansko pa največ posegalo po nemških predlogah.

### Dramsko-gledališki repertoar društev in čitalnic
- Črni Peter: Kratkočasna igra v enem djanju, po nemškem prev. in založil Mitja Prelog (1866).
- Detelja: Izvirna šaloigra v enem djanji, Miroslav Vilhar (1865, samozaloženo v Vilharjevih igrah,Ta  1).
- Domači prepir: Kratkočasna igra v enem aktu, po A.Kotzebueju Jakob Zabukovec (Slovenske gledaliđščne igre, 2, 1864).
- Krst pri Savici, dramatizacija.
- Strup: Vesela igra v enem djanji, po nemšekm prev. Luiza Pesjak (Slovenske gledališčne igre, 4, 1865).
- Ta veseli dan ali Matiček se ženi, Linhartova priredba.
- Tičnik: Kratkočasna spevoigra v enem dejanji, po A.Kotzebueju prev. in prir. Mihael Lendovšek / Bogoslav Rogački (Slovenska Talija, 12 b, 1869).
- Županova Micka, po Linhartovi priredbi J. Richterja priredil tudi J. Bleiweis (1848; 1864 v Slovenskih gledališčnih igrah, 1).

## Organizacija čitalnic
V 19. stoletju čitalnice niso bile dostopne vsakemu. Vanje so se samostojno lahko vključevali le moški, ki so bili polnoletni. Ženske so se v čitalnico lahko vključile le preko svojega zakonskega partnerja. Kot vsaka druga organizacija je tudi čitalnica potrebovala svoja pravila zapisana po zakonskih predpisih, ki so bila osnova za delovanje. Pravila so oblikovali ustanovitelji čitalnic, ki so jih dali v potrditev deželni vladi.
Čitalnice naj bi bile namenjene celotnemu slovenskemu narodu, vendar se je kaj kmalu izkazalo, da so namenjene predvsem meščanom in inteligenci, kmetje pa niso imeli v njih nikakršnega mesta. Sestava ja bila jasno razvidna, saj so se v čitalnicah pojavili ljudje s poklici kot so: odvetniki, sodniki, notarji, uradniki, duhovniki, zdravniki, inženirji, profesorji, učitelji, časnikarji, posestniki ter višji sloji obrtnikov.